# SARS関連コロナウイルス
SARS関連コロナウイルス (サーズかんれんコロナウイルス、Severe acute respiratory syndrome-related coronavirus, SARSr-CoV) は、ヒトやコウモリをはじめとする哺乳類に感染するコロナウイルスの一種。ACE2受容体を利用して宿主細胞に侵入する。エンベロープを持つ一本鎖プラス鎖RNAウイルスである。ベータコロナウイルス属（第2群コロナウイルス）に含まれる。
以前は単にSARSコロナウイルスと呼ばれていたが、非常に近縁なウイルスが複数発見されたため、2009年にそれらを含む形に拡張された。

## 概要
2つのウイルス株がヒトに病気を引き起こすことが知られている。SARSコロナウイルス (SARS-CoV) は、2002年から2004年にかけて重症急性呼吸器症候群 (SARS) のアウトブレイクを引き起こし、SARSコロナウイルス2 (SARS-CoV-2 / 日本で「新型コロナウイルス」とも呼ばれる) は、2019年末からの新型コロナウイルス感染症 (COVID-19) のパンデミックを引き起こしている。
この2つのウイルス株は、同一の祖先に由来し、ウイルスゲノムに約80%の相同性がある。しかし、それぞれ独立にヒトに異種間伝播したものであり、SARSコロナウイルス2は、SARSコロナウイルスの直接の子孫ではなく、姉妹関係にある。SARS関連コロナウイルスは他にも数百の株があるが、この2つの株以外がヒトに感染することは知られていない。
コウモリは多くのSARS関連コロナウイルスの主要な保因者であり、またSARSコロナウイルスの起源と考えられていたハクビシンからもいくつかの系統が同定されている。
SARS関連コロナウイルスは、エボラ出血熱のアウトブレイク後に世界保健機関 (WHO) によって将来的な流行の可能性を指摘されていたウイルスの1つであった。この予測は、2019年末からの新型コロナウイルス感染症 (COVID-19) の流行によって現実のものとなった。